# Monica Lewis
Monica Lewis, född May Lewis 22 maj 1922 i Chicago, död 12 juni 2015 i Woodland Hills i Kalifornien, var en amerikansk sångare och skådespelare. 
Hennes karriär startade som radiopratare och vokalist i New York, och hon blev snabbt signerad till skivbolaget Decca Records och senare Capitol Records där hon spelade in egna versioner av sånger som "Autumn Leaves", "People Will Say We're in Love" och "A Tree in the Meadow".
Lewis kontrakterades av MGM där hon under en kort tid på 1950-talet spelade in en serie musikaler som inte nådde större framgång.
1956 gifte hon sig med filmproducenten Jennings Lang. Tillsammans fick de tre barn och var gifta fram till hans död 1996. Under 1970-talet medverkade hon som birollsinnehavare i flera katastroffilmer som Lang producerade däribland Jordbävningen, Haveriplats: Bermudatriangeln, Berg- och dalbanan och Airport '80 The Concorde.

## Filmografi
- Inside Straight (1951)
- The Strip (1951)
- Excuse My Dust (1951)
- Everything I Have Is Yours (1952)
- Affair with a Stranger (1953)
- The D.I. (1957)
- Charley Varrick (1973)
- Earthquake (1974)
- Airport '77 (1977)
- Rollercoaster (1977)
- Zero to Sixty (1978)
- The Immigrants (1978)
- The Concorde ... Airport '79 (1979)
- Boxoffice (1982)
- The Sting II (1983)
- Stick (1985)
- Dead Heat (1988)

## Diskografi (urval)
Album
- 1947 – A Merry Christmas (Ray Bloch, Johnny Long, Monica Lewis)
- 1955 – Fools Rush In
- 1956 – Easy Come, Easy Go
- 1957 – Sing It To The Marines
- 1958 – But Beautiful (Monica Lewis, Jack Kelly and His Ensemble)
- 1982 – Never Let Me Go
- 1989 – Monica Lewis Sings... (Monica Lewis med Ray Bloch and His Orchestra)
- 1998 – Monica